# Oest-Kamtsjatsk
Oest-Kamtsjatsk (Russisch: Усть-Камчатск) is een nederzetting met stedelijk karakter in de Russische kraj Kamtsjatka en vormt het bestuurlijk centrum van het gemeentelijke district Oest-Kamtsjatski hierbinnen. De plaats ligt aan de monding (Russisch: oest) van de rivier de Kamtsjatka, aan de oostkust van het schiereiland Kamtsjatka op de rand van het Nerpitsjemeer. De nederzetting ligt op ongeveer 50 kilometer van de vulkaan Kljoetsjevskaja Sopka en 522 kilometer van Petropavlovsk-Kamtsjatski (741 kilometer over de hoofdweg van Kamtsjatka). De plaats heeft een regelmatige busdienst met Kljoetsji, waarbij de bussen bestaan uit omgebouwde Kamaz-trucks. In 2002 telde de plaats 5.231 inwoners, een daling van meer dan 50% ten opzichte van 1989, toen er nog 13.611 mensen woonden. Bij de plaats bevinden zich een zeehaven, visverwerkende fabriek, een aantal houtfabrieken en de luchthaven Oest-Kamtsjatsk (geopend in 1937).

## Geschiedenis

### Itelmeense nederzetting
Voor de komst van de Russen woonden er Itelmenen aan de monding van de Kamtsjatka. Stepan Krasjeninnikov beschreef tijdens zijn reis door Kamtsjatka dat er een stamoudste (tojon) genaamd Tavatsja woonde met 92 'jasakbetalers'. In 1731 verwoestten de Itelmenen Nizjnekamtsjatsk grotendeels en werden ze gestraft met verbanning.

### Kozakkennederzetting
Vervolgens werd de plek gebruikt voor de handel en kreeg de naam Oest-Primorski, dat onderdeel vormde van het oblast Kamtsjatka. De plaats groeide al snel uit tot een van de belangrijkste Russische havens aan de Grote Oceaan. Er verrezen werven voor de bouw van sjitiks en er werden schuren gebouwd voor de opslag van huiden en voorraden en handelsgebouwen en huizen voor vissers en zeemannen. In 1802 werden de Kozakken uit Bolsjeretsk overgeplaatst naar Oest-Primorski en bouwden er een ostrog. De plaats kreeg de status van kozakkennederzetting. In 1890 werd de naam van de plaats gewijzigd naar Oest-Kamtsjatsk. De plaats viel onder het bestuur van Nizjnekamtsjatsk.

### Visverwerkende industrie en de komst van de Japanners
Het bedrijf Dembi & Biritsj had vanaf 1910 een grote visfabriek in Oest-Kamtsjatsk. Ook kwamen steeds meer Japanse visbedrijven naar de plaats. In 1915 werd op 20 kilometer van Oest-Kamtsjatsk aan de rivier de Kroetoj door de Schots-Russische visindustrieel Georgi Dembi en zijn zoon Alfred een zalmkwekerij aangelegd, waar in 1917 504.000 stuks chumzalm en 2.980.000 stuks rode zalm werden uitgezet en respectievelijk 466.300 stuks en 2.625.100 stuks van beide zalmsoorten werden verpakt voor de verkoop. De vis werd ook geëxporteerd naar de Japanse, Amerikaanse en Europese markten. Dembi groeide in die tijd uit tot de grootste visverwerker van het hele schiereiland. Waar de Russische fabrieken relatief modern waren, werkten de Japanse nog veelal op handkracht. Toen de Japanse staat hen echter actief begon te ondersteunen veranderde dit. Tijdens de Japanse Siberische expeditie werd Kamtsjatka in 1918 bezet en kwam de zalmkwekerij ook in Japanse handen. De kwekerij stond achtereenvolgens onder leiding van Toki (1918-1922) en Metsuma Harumatsa (1922-1923). De Russische visproductie op heel Kamtsjatka was tijdens de oorlog tot een minimum gedaald, terwijl de Japanse juist sterk was gestegen.

### Sovjetperiode
Tegen 1925 verkregen de Rode Legers de controle over Kamtsjatka, waaronder Oest-Kamtsjatsk. Op 1 april 1926 werd de oblast Kamtsjatka opgericht op de plaats van het oude gouvernement Kamtsjatka en kreeg Oest-Kamtsjatsk de status van bestuurlijk centrum over het nieuwe district Oest-Kamtsjatski, dat een van de 8 districten binnen deze oblast (Nizjnekamtsjatsk werd onderdeel van dit district). De Russische visindustrie was sterk gedecimeerd in de oorlogsjaren en om het Japanse bijna-monopolie op de visserij te doorbreken werd in juli 1927 het staatsbedrijf AKA (Акционерное общество) geformeerd, dat in hetzelfde jaar een fabriek met 8 productielijnen liet bouwen, gevolgd door een tweede fabriek met 5 productielijnen in 1928 op 12 kilometer van Oest-Kamtsjatsk. Ook werden viscoöperatieven opgezet in die tijd. Er was in die tijd veel hout nodig voor de bouw van nieuwe huizen, vissersboten en vistonnen, waarvoor in 1932 een bosbouwbedrijf werd opgezet in het dorp Kljoetsji. Ook werden veel nieuwe viskolchozen opgezet begin jaren 30, zodat Oest-Kamtsjatsk daardoor tegen het einde van de jaren 30 was uitgegroeid tot het regionale centrum voor de visserij.
In 1937 werd de luchthaven Oest-Kamtsjatsk en de luchtverbinding Oest-Kamtsjatsk - Petropavlovsk-Kamtsjatski geopend. Er werden plannen gemaakt voor de aanleg van een handelshaven voor de plaats. Tijdens de Tweede Wereldoorlog verdubbelde de visproductie ondanks het feit dat de mannen veelal naar het front moesten en er dus minder personeel beschikbaar was. In 1942 groeven de inwoners van Oest-Kamtsjatsk met houwelen en shovels een kanaal tussen het Nerpitsjemeer en de Kamtsjatkarivier voor de aanleg van een nieuwe handelshaven voor de export van hout naar Japan, die zelf werd aangelegd van 1955 tot 1956. In 1951 kreeg Oest-Kamtsjatsk de status van arbeidersnederzetting. De visserijkolchozen werden in 1960 samengevoegd tot de sovchoz "de weg van Lenin".
In de jaren 60 werd het nieuwe microdistrict Oest-Kamtsjatka gebouwd aan de oostzijde van de rivier op een smalle strook land tussen het in 1942 gegraven kanaal en de Oceaan, ondanks het feit dat deze plaats in 1923 nog zwaar was getroffen door een tsunami en dus niet volledig veilig was. In die tijd werd gestreefd naar meer centralisering van de bevolking en werden -in de ogen van de regionale sovjetregering- onrendabele plaatsen gesloten, zoals Kamaki (1968), Nizjnekamtsjatsk (1968), Tsjorny Jar (1968), Berezovy Jar (1964), Krasny Jar (1968) en Nikolajevka (1968). Ook het oude deel van Oest-Kamtsjatsk op de westoever, werd gesloten. De bevolking hier bestond vooral uit migranten uit de omliggende plaatsen en weigerde soms om te verhuizen, waarop honden werden ingezet en bulldozers om hen te dwingen de plaats te verlaten.
Halverwege de jaren 80 was de plaats qua productie op haar hoogste niveau en werden plannen gemaakt voor grootschalige ontwikkelingen voor de plaats. In 1991 viel de Sovjet-Unie echter en daarmee de basis onder veel staatsbedrijven, die in de jaren daarop failliet gingen. In de jaren daarop verliet meer dan de helft van de bevolking de plaats, waarbij vooral de oudere bevolking achterbleef.